# Jacqueline Royer
Pour les articles homonymes, voir Royer.
Marie Berthe Françoise Royer, dite Jacqueline Royer, née le 2 avril 1875 à Guîtres en Gironde et morte en septembre 1942 à Martigues, est une artiste lyrique et professeure de chant française, qui a chanté des premiers rôle de contralto et de mezzo-soprano à l'Opéra de Paris, à la Royal Opera House à Londres, au Teatro Colón de Buenos Aires, au Teatro Solis à Montevideo, à l'Opéra de Monte-Carlo, active sur scène à partir de 1904 jusqu'en 1924, elle a créé plusieurs rôles au début du XXe siècle, dont Carmine dans la première posthume de I Mori di Valenza de Ponchielli.

## Biographie
Fille de Nicolas Auguste François Royer, professeur de musique et chef d'orchestre et de Françoise Augustine Seize, elle commence à chanter enfant, apparaissant comme soliste dans une représentation du Stabat Mater, à l'âge de dix ans. Elle est admise au Conservatoire de Paris en 1901, elle obtient en 1902 une 3e médaille de solfège et un 2e accessit de chant ; en 1903, un 2e accessit d’opéra ; en 1904, un 1er accessit de chant et un second prix d’opéra. Elle est immédiatement engagée par l'Opéra de Paris. Elle fait ses débuts le 30 novembre de la même année dans le rôle de Léonore dans La Favorite de Donizetti
Elle se marie à Libourne avec Léon Richaud, gouverneur aux colonies le 11 juin 1906,
Elle enseigne le chant 10 rue Galilée à Paris dans les années 1920.
Royer peut être entendue chanter « Ô toi qui m'abandonne » du Le Prophète de Meyerbeer, sur le volume 2 de The EMI Record of Singing.

## Rôles créés
- La Marquise de Prie dans la Mademoiselle de Belle-Isle de Spiro Samara, Teatro Politeama Tivoli, Gênes, 9 novembre 1905[3]
- Carmine dans I Mori di Valenza de Amilcare Ponchielli, Théâtre du Casino de Monte-Carlo, 17 mars 1914[3]
- Frosine (ou Musidora) dans Béatrice d'André Messager, Théâtre du Casino de Monte-Carlo, 21 mars 1914[3],[6]
- Mayabel dans Huémac de Pascual De Rogatis, Théâtre Colón à Buenos Aires, 22 juillet 1916[3]
- Pallas dans Hélène de Camille Saint-Saëns, 20 juin 1919, au Palais Garnier
- Djamina (?) dans La damnation de Blanchefleur de Henry Février, Théâtre du Casino, Monaco, 13 mars 1920[3]
- L'Archange dans Satan de Raoul Gunsbourg, Théâtre du Casino de Monte-Carlo, 20 mars 1920[6]